# Corallus
Corallus és un gènere de serps de la família dels bòids, que inclou diverses espècies de boes de la regió neotropical.

## Taxonomia
El gènere Corallus inclou nou espècies:
- Corallus annulatus (Cope, 1875)
- Corallus batesii (Gray, 1860)
- Corallus blombergi (Rendahl & Vestergren, 1940)
- Corallus caninus (Linnaeus, 1758)
- Corallus cookii Gray, 1842
- Corallus cropanii (Hoge, 1953)
- Corallus grenadensis (Barbour, 1914)
- Corallus hortulanus (Linnaeus, 1758)
- Corallus ruschenbergerii (Cope, 1875)